# Франческо Антонацці
Франческо Антонацці (італ. Francesco Antonazzi; нар. 6 травня 1924, Морлупо — пом. 25 лютого 1995, Рим) — італійський футболіст, що грав на позиції захисника. По завершенні ігрової кар'єри — футбольний тренер.
Виступав за клуб «Лаціо», а також національну збірну Італії.

## Клубна кар'єра
Народився 6 травня 1924 року в місті Морлупо. Вихованець футбольної школи «Лаціо». Дорослу футбольну кар'єру розпочав 1945 року в основній команді того ж клубу, в якій провів одинадцять сезонів, взявши участь у 253 матчах чемпіонату. Більшість часу, проведеного у складі «Лаціо», був основним гравцем захисту команди.
Завершив професійну ігрову кар'єру в клубі «Кінотто Нері», за який виступав протягом 1956—1957 років.

## Виступи за збірні
Захищав кольори збірної Італії, в тому числі провів дві гри за другу збірну. У складі збірної був учасником футбольного турніру на Олімпійських іграх 1948 року у Лондоні.

## Кар'єра тренера
Після завершення ігрової кар'єри залишився в рідному клубі, де працював тренером у молодіжних командах. У 1963—1964 роках був асистентом Хуана Карлоса Лоренсо в основній команді «Лаціо».
Останнім місцем тренерської роботи Антонацці був клуб «Ромулеа», команду якого Франческо Антонацці очолював як головний тренер до 1973 року.
Помер 25 лютого 1995 року на 71-му році життя у місті Рим.

## Статистика виступів

### Статистика клубних виступів
| Сезон             | Команда           | Чемпіонат         | Чемпіонат | Чемпіонат | Національний кубок | Національний кубок | Національний кубок | Континентальні кубки | Континентальні кубки | Континентальні кубки | Інші змагання | Інші змагання | Інші змагання | Усього | Усього |
| Сезон             | Команда           | Ліга              | Ігор      | Голів     | Ліга               | Ігор               | Голів              | Ліга                 | Ігор                 | Голів                | Ліга          | Ігор          | Голів         | Ігор   | Голів  |
| ----------------- | ----------------- | ----------------- | --------- | --------- | ------------------ | ------------------ | ------------------ | -------------------- | -------------------- | -------------------- | ------------- | ------------- | ------------- | ------ | ------ |
| 1945–46           | «Лаціо»           | ЧІ                | 2         | 0         | -                  | -                  | -                  | -                    | -                    | -                    | -             | -             | -             | 2      | 0      |
| 1946–47           | «Лаціо»           | A                 | 27        | 0         | -                  | -                  | -                  | -                    | -                    | -                    | -             | -             | -             | 27     | 0      |
| 1947–48           | «Лаціо»           | A                 | 21        | 0         | -                  | -                  | -                  | -                    | -                    | -                    | -             | -             | -             | 21     | 0      |
| 1948–49           | «Лаціо»           | A                 | 28        | 0         | -                  | -                  | -                  | -                    | -                    | -                    | -             | -             | -             | 28     | 0      |
| 1949–50           | «Лаціо»           | A                 | 34        | 0         | -                  | -                  | -                  | -                    | -                    | -                    | -             | -             | -             | 34     | 0      |
| 1950–51           | «Лаціо»           | A                 | 31        | 0         | -                  | -                  | -                  | -                    | -                    | -                    | -             | -             | -             | 31     | 0      |
| 1951–52           | «Лаціо»           | A                 | 29        | 0         | -                  | -                  | -                  | -                    | -                    | -                    | -             | -             | -             | 29     | 0      |
| 1952–53           | «Лаціо»           | A                 | 20        | 0         | -                  | -                  | -                  | -                    | -                    | -                    | -             | -             | -             | 20     | 0      |
| 1953–54           | «Лаціо»           | A                 | 33        | 0         | -                  | -                  | -                  | -                    | -                    | -                    | -             | -             | -             | 33     | 0      |
| 1954–55           | «Лаціо»           | A                 | 24        | 0         | -                  | -                  | -                  | -                    | -                    | -                    | -             | -             | -             | 24     | 0      |
| 1955–56           | «Лаціо»           | A                 | 4         | 0         | -                  | -                  | -                  | -                    | -                    | -                    | -             | -             | -             | 4      | 0      |
| Усього за «Лаціо» | Усього за «Лаціо» | Усього за «Лаціо» | 253       | 0         |                    | -                  | -                  |                      | -                    | -                    |               | -             | -             | 253    | 0      |
| 1956–57           | «Кінотто Нері»    | 4С                | ?         | ?         | -                  | -                  | -                  | -                    | -                    | -                    | -             | -             | -             | ?      | ?      |
| Усього за кар'єру | Усього за кар'єру | Усього за кар'єру | 253+      | 0+        |                    | -                  | -                  |                      | -                    | -                    |               | -             | -             | 253+   | 0+     |